# Guillaume de Lamps
 (décembre 2014).
Si vous disposez d'ouvrages ou d'articles de référence ou si vous connaissez des sites web de qualité traitant du thème abordé ici, merci de compléter l'article en donnant les références utiles à sa vérifiabilité et en les liant à la section « Notes et références ».
 (septembre 2022).
Guillaume de Lamps, né au XVe siècle et mort le 1er mars 1510, est un bénédictin français, trente-quatrième abbé du Mont Saint-Michel, de 1499 à 1510.

## Biographie
Guillaume de Lamps, issu de la famille de Mouchel, maison noble du Dauphiné, fut donc revêtu par ses frères de la chape abbatiale. Don de Gaignière rapporte, dans sa collection, deux chartes, l’une à la date du 21 juin 1504, l’autre à celle du 26 du même mois de l’an 1507, où son nom est cité avec éloges.
Sa conduite dissipa bientôt l’ombre des injustes appréhensions que les religieux eussent pu avoir contre lui. Si l’assiduité de sa résidence au milieu de son troupeau lui en mérita l’affection, les beaux et nombreux ouvrages de sa prélature lui assurèrent la reconnaissance de ses moines, et placèrent son nom parmi ceux des plus illustres pasteurs de ce monastère.
Ce fut lui qui reprit et fit continuer, dans toute sa grâce et sa splendeur, le chœur de l’église abbatiale, commencé par les agents du cardinal d’Estouteville sur un plan vraiment magnifique. Il l’éleva jusqu’à son deuxième étage, et il eut la gloire de terminer ces merveilleuses combinaisons de piliers ornés, de contreforts et de galeries à jour qui surmontent l’abside de leur couronne ; l’escalier large et spacieux qui conduit du corps de garde à la porte de l’église, la plate-forme du Saut-Gautier, le logis abbatial et sa galerie remplacèrent les degrés existant anciennement en ce lieu et les remparts dont ils étaient flanqués.
Ce fut Guillaume de Lamps qui fit jeter le pont de communication entre l’église et le quatrième étage du palais de l’abbé. L’aumônerie, la grande citerne dont le bassin, capable de contenir plus de douze cents tonneaux, occupe le cimetière où l’on inhumait antérieurement les moines ; l’achèvement de la citerne de dessous le Trésor, nommée du Cellier, proche laquelle était, à une époque plus ancienne, la chapelle de Saint-Martin ; le moulin à chevaux, l’aplanissement d’un jardin spacieux, sur le versant méridional de la montagne, où il fit construire des bâtiments et une chapelle, compléteraient l’exposé des travaux qu’il fit exécuter en ce Mont, si la foudre, en frappant et ruinant la tour de son église, dont les cloches furent fondues par l’intensité du feu, ne lui eût offert une nouvelle occasion de signaler son zèle. Le désastre fut réparé aussitôt ; et, pour rendre toute sa force à l’aile méridionale du transept qui avait particulièrement souffert, il la fit appuyer par un fort pilier où furent apposées ses armes : il portait partie d’argent et de gueules au lion de l’un, et en l’autre armé et lampassé de même, et pour cimier un bâton pastoral.
Son zèle s’étendit aux dépendances de la communauté, où les manoirs de Brion et de Saint-Pair furent construits par ses ordres, dans le style gracieux, que cette époque vit fleurir. Ces édifices, à l’exécution desquels il employa constamment quatre-vingts ouvriers, n’épuisèrent pas ses libéralités ; son monastère reçut en outre, de son administration économe et libérale à la fois, plusieurs vases précieux pour le service de son église conventuelle : un calice de vermeil, supérieur à tous ceux que possédait la communauté, un grand bassin, deux anneaux et deux chandeliers de même matière, élégantes orfèvreries, où se trouvait gravée cette devise : « Recours à Dieu » ; enfin, une chapelle entière en damas blanc, parsemée de fleurs en soie, au milieu desquelles étaient brodées ses armes.
Sa vie fut constamment employée au développement et à l’embellissement de son monastère. Lorsque la mort l’arracha à l’achèvement du chœur de son église, vers lequel son zèle tournait tous ses efforts et tous ses vœux, ses obsèques furent célébrées avec autant de solennité que de deuil réel par ses religieux, qui déposèrent son corps dans la chapelle de Notre-Dame, placée dans le chœur. Jean de Lamps, son frère, lui fit élever, en 1514, un tombeau placé près l’autel, du côté de l’évangile ; un bas-relief y offrait son image revêtue des ornements pontificaux : deux plaques d’airain, sur lesquelles étaient inscrites les actions qui honoraient le plus sa mémoire, étaient incrustées aux faces principales de ce monument, que surmontaient ses armoiries, portées par deux anges. 